# Blanca Julia Clermont
Blanca Julia Clermont (Catriló, La Pampa, 1 de septiembre de 1916 - Las Heras, Mendoza, 20 de enero de 1944) fue una enfermera argentina fallecida en un accidente aéreo.

## Accidente
Falleció el jueves 20 de enero de 1944 en un accidente aéreo donde también perdieron la vida los ocupantes del avión. La tripulación despegó del aeropuerto militar de El Plumerillo, en Las Heras, en un bimotor Lockheed Lodestar 503 de la Línea Aérea Nacional Chile trasladando personal sanitario de la Cruz Roja Argentina para socorrer a las víctimas y evacuar a los heridos por el terremoto que destruyó la ciudad de San Juan. En el accidente también fallecieron los médicos argentinos Ernesto Vicente Ponce y Hugo Bardiani, las enfermeras Ángela Medina, María Josefina Ghinglione y Argentina Zárate, los enfermeros militares cabo 1° Eduardo Caicedo y el soldado Fernando Fernández.

## Homenajes
Por su sacrificio fue reconocida en 1955 con la Medalla Florence Nightingale, condecoración civil otorgada por el Comité Internacional de la Cruz Roja.
Una calle de barrio Alberdi de la ciudad de Córdoba lleva por nombre «Calle Enfermera Clermont».